# 小行星9219
小行星9219（英語：9219）是一颗围绕太阳公转的小行星。1995年11月18日，清水義定、浦田武在那智胜浦町发现了此天体。
这颗小行星的绝对星等为62.8877022077023等。